# Maas
A Maas vagy Meuse (franciául Meuse, németül és hollandul Maas, vallonul Moûse) folyó Franciaország, Belgium és Hollandia területén.

## Földrajzi adatok
Haute-Marne megyében ered, a Langres-fennsíkon, 409 méter magasan, átfolyik Belgium területén, Maastrichtnál érkezik a Holland-síkságra. Régen Woudrichemnél ōsszefolyt a Waallal, a Boven Merwedebe torkollva. A folyó egykori deltatorkolatát évszázadok óta mesterségesen alakította az ember az árvízvédelem, a vihardagály elleni védekezés, a vízi közlekedés szükségleteinek megfelelően, valamint új termőföldek kialakítása érdekében. 1904-ben bezárták ezt az ágat, amelynek a neve Afgedamde Maasra változott. Új folyóágat, a Bergsche Maast ástak ki Wellről Geertruidenbergre, ahol az Amer folyóba torkollik, amely a Hollands Diepbe, majd a tengerbe vezeti a Maas vízének nagyobb részét.
Hossza 925 km, az átlagos vízhozama 360 m³ másodpercenként. Vízgyűjtő területe 36 000 km².

## Mellékfolyói
Chiers, Bar, Semois, Viroin, Lesse, Molignée, Bocq, Sambre, Hoyoux, Ourthe, Berwinne, Voer, Jeker, Geul, Geleenbeek, Rur, Swalm, Niers és Dieze.
Nagyobb hajókkal Givet-ig hajózható. A franciaországi Meuse megye névadója.

## A természetes állapot helyreállítása
A folyó Maastricht és Roosteren közötti 45 kilométeres szakaszát a holland–belga határon 2007-től egy nagyszabású élőhely-rekonstrukció során visszaalakították természetes állapotába. Az itt létrehozott Landschapspark Maasvallei (Maas-völgyi folyópark) a zöldturizmus egyik legvonzóbb célpontja lett.
A 30 éve indított holland–belga projekt a visszavadítást a folyó „szabályozatlanná szabályozásával” érte el. A tervezés 1990-ben kezdődött, a teljes befejezés pedig 2027-re várható. A munkálatok teljes költsége 550 millió euróra tehető. A természetközeli élőhelyen létrehozott park azonban már 2021-ben is kétmillió látogatót vonzott, amiből közel 1 milliárd eurós bevétele volt a régiónak.
A projekt az ökológiai haszon mellett jelentősen csökkentette a környéket több száz négyzetkilométeren vízzel borító árvizek kockázatát. A földmunkákból jelentős bevételei származtak a homok- és kavicsbányászattal foglalkozó vállalkozásoknak, a megnövekedett biológiai sokféleség pedig fellendítette a régió nagyrészt ökológiai alapokra helyezett mezőgazdaságát is.
A természetes állapot visszaállítása érdekében a folyó vízgyűjtőjén elhelyezkedő, az árvizek által gyakran fenyegetett gazdaságokat felvásárolták. A mezőgazdasági munkahelyeket az idegenforgalmi és rekreációs infrastruktúra kiépítése révén helyettesítették. A projekt indulási helyszíne, Nijmegen 2018-ban elnyerte az Európa Zöld Fővárosa címet.
A munkákat az elmúlt 250 év árvizeinek részletes elemzése is megelőzte, a vízálláshoz igazodó változó partvonalat, a hullám- és árteret alakítottak ki. Több tízezer kilométernyi kerítést távolítottak el. Visszatelepítettek számos fajt, köztük a tokhalat, a hódokat és a vidrákat. A ligeterdős flórát a ridegtartást kifejezetten szarvasmarhákkal és lengyel konik kislovakkal tartják karban. A folyószakaszon az Északi-tenger felől megjelent az atlanti lazac és a tengeri pisztráng is.

## Több Maas nevű folyó
A Maas mozgalmas története miatt több Maas nevű folyó van Hollandiában, mint például a Nieuwe Maas, amely Rotterdamon keresztül folyik és a Nieuwe Waterwegbe torkollik, az Oude Maas, a Brielse Maas és a Binenbedijkte Maas. Azok most nem a Maas vízét vezetik, hanem a Rajna vízét. Ezeken kívül még három Oude Maasje van.

## Megyék, tartományok és városok a folyó mentén
- Haute-Marne: Goncourt
- Vosges: Neufchâteau
- Meuse: Commercy, Verdun
- Ardennes: Sedan, Charleville-Mézières és Givet.
- Namur: Dinant, Profondeville, Namur
- Liège: Huy, Liège
- Limburg: Maastricht, Roermond, Venlo
- Limburg: Maaseik
- Noord-Brabant: Cuijk, Heusden
- Gelderland: Wijchen